# Jabukovac (Negotin)
Jabukovac (serbocroata cirílico: Јабуковац; rumano: Icubovăț) es un pueblo de Serbia perteneciente al municipio de Negotin en el distrito de Bor.
En 2002 tenía 1884 habitantes, de los cuales 1504 eran étnicamente serbios y 268 valacos.
Se conoce su existencia desde el siglo XVI, cuando se menciona en textos otomanos como una aldea de poco más de diez casas.
Se ubica unos 15 km al noroeste de la capital municipal Negotin, sobre la carretera 397.